# 유태
유태(劉太, ? ~ 기원전 180년)는 중국 전한의 황족 · 제후왕으로, 전한 혜제의 아들이며 제천왕이다. 그러나 전한 조정에서는 여씨 세력을 타도한 후, 고황후가 속여서 혜제의 아들인 것처럼 꾸몄다고 주장하여 혜제의 친아들임을 인정하지 않았다. 《사기》 · 《한서》에 모두 유태라는 표기는 없고, 다만 《사기색은》에서는 여씨 일족으로 보아 여태(呂太)라고 썼다.
고황후 원년(기원전 184년) 평창후(平昌侯)에 봉해졌다가, 기원전 181년에 여왕 여산이 양나라로 옮겨 봉해지면서 여나라에 봉해졌고, 고황후가 여나라의 이름을 제천(濟川)나라로 바꿨기에 얼마 못 가 제천왕이 되었다. 나이가 어려서 다른 혜제의 아들들과 노왕 장언과 같이 본국으로 가지 않고 장안에 남아 있었다. 기원전 180년, 조정의 반 여씨 세력이 여씨 정권을 타도하자 일단은 주살된 여산을 대신해 양왕에 봉해졌다. 그러나 이후 대신들은 의논하여 대왕으로 있던 고제의 아들 문제를 옹립하였고, 문제가 대나라에서 장안으로 들어오자 혜제의 다른 아들들인 소제 유홍, 회양왕 유무, 항산왕 유조와 함께 사저에서 주살되었다.
문제는 즉위한 후 여씨가 제나라와 초나라에서 빼앗은 땅을 돌려주었다. 이로써 제천국은 소멸하고 제남군으로 바뀌었다.